# Napoleon Manuel Kheil

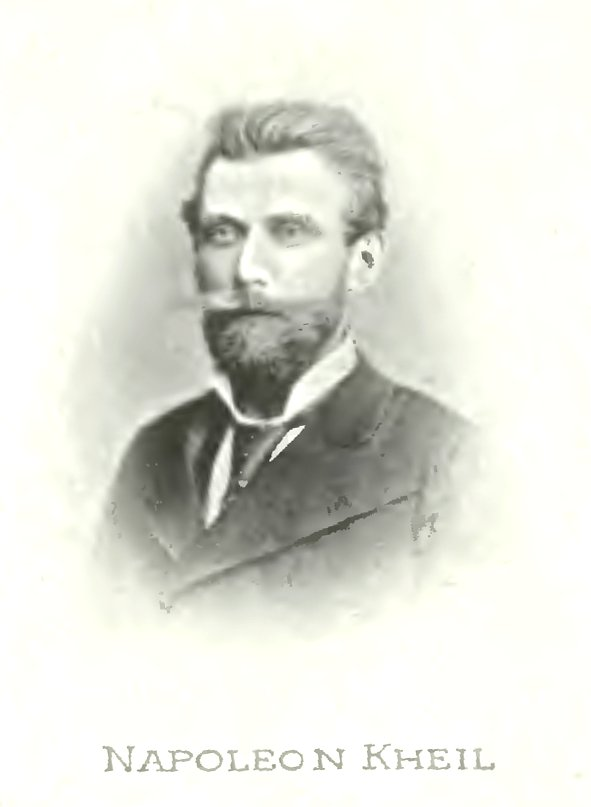
Napoleon Manuel Kheil

Napoleon Manuel Kheil (* 19. Oktober 1849 in Prag; † 1. November 1923 ebenda) war ein tschechischer Schulleiter und Entomologe.

## Leben
Napoleon Manuel Kheil erwarb 1876 die Lehramtsbefähigung für höhere Handelsschulen, wurde Schulleiter an der privaten Handelsschule seines Vaters in Prag und eröffnete 1881 seine eigene Handelsschule.
Er beschäftigte sich eingehend mit Schmetterlingen und Heuschrecken und ist Erstbeschreiber zahlreicher neuer Taxa, wie unter anderem vom Bläuling Liptena bolivari Kheil, 1905.
Napoleon M. Kheil war Mitglied des von Carl August Dohrn geführten Entomologischen Vereins zu Stettin sowie des in der Zeit um 1880/1882 bestehenden New York Entomological Club, wurde 1882 Mitglied des 1856 von Gustav Kraatz gegründeten und ab Oktober 1880 von Freiherr Hans von Türckheim zu Altdorf (1814–1892) geführten Entomologischen Vereins in Berlin und wurde 1890 Mitglied des von Otto Staudinger geführten Entomologischen Vereins Iris zu Dresden.
Er wurde auf dem Olšany-Friedhof (Grabstelle IX, 4, 64) in Prag bestattet.
Otto Staudinger benannte ihm zu Ehren den Edelfalter Charaxes kheili Staudinger, 1896.
Seine Fachbibliothek sowie seine entomologischen Sammlungen mit insgesamt etwa 27.230 Exemplaren (darunter seine 18 Schränke mit 400 Schubladen umfassende Lepidopteren-Sammlung mit 12.880 Exponaten) vermachte er dem Nationalmuseum in Prag.

## Schriften (Auswahl)
- Die kaufmännische Arithmetik, mit nationalökonomischen Excursen erläutert. Rivnac, Prag 1881 (books.google)
- Zur Fauna des Indo-Malayischen Archipels. Die Rhopalocera der Insel Nias. R. Friedlander & Sohn. Berlin 1884 (books.google)
- Ueber geschlechtlichen Dimorphismus des abessynischen Pap. Antinorii Oberthür. In: Deutsche Entomologische Zeitschrift. Lepidopterologische Hefte. III, 1890, S. 333–336 (biodiversitylibrary.org)
- Ein neuer Danaid, Amauris Steckeri n. sp. In: Berliner Entomologische Zeitschrift, 33, 1890, S. 393–394 (biodiversitylibrary.org)
- Lepidopteros de la Guinea Espanola. In: Memorias da Real Sociedad Espanol de Historia Natural, 1, 1905, S. 161–181. (biodiversitylibrary.org)
- Die Lepidopteren der Sierra de Espuna. In: Internationale entomologische Zeitschrift, 10, 8, 1916, S. 41–74. (biodiversitylibrary.org)